# Antonio Gioppi
Antonio Gioppi, Conte (Sermide, 7 luglio 1863 – Schio, 14 ottobre 1916), è stato un militare italiano, decorato della medaglia d'oro al Valor Militare.

## Biografia
Figlio di un notaio roveretano, il colonnello Gioppi fu un ufficiale del Regio Esercito appartenente al 7º Reggimento alpini. Durante la prima guerra mondiale combatté valorosamente sul monte Pasubio il 13 ottobre 1916, rimanendo gravemente ferito. Morì a Schio il giorno seguente. Fu insignito della medaglia d'oro al Valor Militare. Sepolto inizialmente nel cimitero di Schio, nel 1926 venne traslato nell'Ossario del Pasubio.
Al colonnello Gioppi sono state dedicate una caserma ad Arabba (BL), base logistica ed addestrativa del Comando e Supporti tattici della Brigata alpina "Tridentina", una via nel comune natale, e una in quello dov'è deceduto.